# The Robins
The Robins waren eine schwarze Doo-Wop-Band, die in der ersten Hälfte der 1950er Jahre zwei größere Hits zu verzeichnen hatte.

## Geschichte
Die Band formierte sich 1947 unter dem Namen A Sharp Trio und erhielten ein Engagement in Johnny Otis’ Barrelhouse Club in Los Angeles. Terrell „Ty Terrell“ Leonard (Tenor), Billy und Roy Richards (Bariton) waren die Gründungsmitglieder. Auf Wunsch von Otis wurde die Gruppe durch Bobby Nunn (Bass) ergänzt, und sie traten nun unter dem Namen The Four Bluebirds auf. Im Jahre 1949 erfolgte die Umbenennung in The Robins. Eine erste Single, die jedoch erfolglos blieb, erschien im September 1949 bei Aladdin Records mit dem Titel Don't Like The Way You're Doing. Kurz darauf wechselte die Gruppe zu Savoy Records. Daraus entstand Ende 1949 die Aufnahme des Songs If It's So Baby. Die Single erreichte Ende Januar 1950 Platz 10 der R&B-Juke-Box-Charts und Platz 14 der R&B-Bestseller-Charts. Anfang Februar 1950 platzierte sich der Titel Double Crossing Blues des Johnny Otis Quintetts in den R&B-Charts, gesanglich begleitet wurde das Quintett von den Robins und Little Esther. Die Single erreichte Platz 1 der R&B-Bestseller-Charts, den sie neun Wochen lang belegte, und blieb 22 Wochen unter den R&B-Top-10. 1950 nahmen die Robins noch zwei weitere Singles als Begleitchor mit Little Esther für Savoy auf. Nach vier weiteren Singles als Robins, die alle erfolglos waren, wechselte die Gruppe zu RIH (Recorded In Hollywood)-Records, wo 1951 drei weitere Singles erschienen, darüber hinaus zwei Singles als Begleitgruppe von Maggie Hathaway. Im gleichen Jahr erschien eine Single der Robins bei RPM Records, wobei sie auf dem Cover als The Nic Nacs firmierten. Ebenfalls 1951 nahmen sie den Titel That's What The Good Book Says für Modern Records auf, es war der erste Titel von Jerry Leiber und Mike Stoller, der als Schallplatte herausgebracht wurde. Im Dezember 1951 veröffentlichte Aladdin auf seinem Sublabel Score eine alte Aufnahme der Robins mit dem Titel Round About Midnight. Nachdem die Gruppe 1952 ohne Plattenvertrag war, bekam sie 1953 einen Ein-Jahres-Vertrag bei RCA Records; nach sechs Singles, die alle nicht erfolgreich waren, wurde der Vertrag mit den Robins nicht verlängert.
1954 stießen Carl Gardner und Graham Chapman zur Band, die seit Juni 1954 beim neu von Leiber und Stoller gegründeten Spark Label unter Vertrag war. In den sechs Jahren ihres Bestehens hatten die Robins für neun verschiedene Label Platten aufgenommen. Ihre erste Aufnahme bei Sparks Records war Riot In Cell Block #9, ein lokaler Verkaufserfolg an der US-Westküste. Im Frühsommer 1955 nahmen die Robins einen von Jerry Leiber und Mike Stoller geschriebenen Song auf, der auf Spark Records veröffentlicht wurde: Smokey Joe's Cafe. 1955 verkauften Leiber und Stoller ihre Plattenfirma Spark Records und gingen als Komponisten- und Produzententeam zu Atco. Im August des Jahres wurde die Single erneut, diesmal unter der Katalognummer Atco 6059 und mit der B-Seite: Just Like A Fool, veröffentlicht. Die Single erreichte Platz 10 in den R&B-Juke-Box-Charts und Platz 13 in den R&B-Bestseller-Charts. Kurzzeitig konnte sich die Single auch in den Billboard-Pop-Charts auf 79 platzieren.
Noch im gleichen Jahr entschlossen sich Gardner und Nunn, die Robins zu verlassen, um eine neue Band, die Coasters, zu gründen, die bei Atco einen Plattenvertrag erhielt. Die restlichen Robins, nunmehr verstärkt durch H. B. Barnum von den Dootones, entschieden sich, an der Westküste zu bleiben. Sie erhielten einen Vertrag bei Whippett Records, einem neu gegründeten Label in Los Angeles, das Gene Norman gehörte. Auf dem Label erschienen von 1956 bis Mitte 1958 sieben Singles, die jedoch keinen Erfolg hatten. Nachdem die Robins noch bei Knight Records, Arvee Records und Gone Records unter Vertrag waren, lösten sie sich 1961 auf.